# Hanved
Hanved (dansk) eller Handewitt (tysk) er en landsby og kommune i det nordlige Tyskland, beliggende i Slesvig-Flensborg kreds i delstaten Slesvig-Holsten. Byen ligger vest for Flensborg ved randen af midtsletten i det nordlige Sydslesvig. På sønderjysk skrives byen Hanjvæj.

## Geografi
Hanved er beliggende vest og sydvest for Flensborg by. Kommunen omfatter følgende landsbyer og bebyggelser:
- Anebylund (Ahnebylund)
- Christianshede (Christiansheide) på Hyllerupmark (Hüllerupfeld)
- Ellund (jysk Ællunj)
- Ellundbro el. Ellund Bro (ty. Ellundbrück)
- Ellundmark
- Gottrupelle (Gottrupel)
- Hanved (Handewitt) med Østerlund
- Hanvedbusk ved Hanved Skov
- Hanved Koloni (Handewitt Kolonie) på Hanvedmark (Handewittfeld)
- Hanved Vest
- Havrup (Haurup) med Håb (Hoffnung)
- Hornskov (Hornholz)
- Hyllerup (Hüllerup)
- Jaruplund (Jarplund)
- Langbjerg (Langberg)
- Ny Skovkro (Neuholzkrug)
- Ondaften (Unaften)
- Simondys (en del, beliggende ved grænsen)
- Skovkro (Altholzkrug)
- Timmersig (tysk Timmersiek sønderjysk Temmesich)
- Veding (Weding)
- Vesterlund (Westerlund)

Området omkring Hanved er sandet hedeland, der er dog også mange landbrugsarealer og skovstrækninger såsom den tidligere danske domæneskov Hanved Skov. Højeste punkt i kommunen er den 62 m høje Trimmelbjerg (Trommelberg) i Hanved Skov. Navnet er afledt af verbum trimle, på angeldansk også tromle. Ved Jaruplund og Hornskov strækker sig Hornskov Bakker.

## Historie
Kommunen blev dannet ved kommunalreformen i 1974 ved sammenslutning af de seks hidtil selvstændige kommuner Ellund, Gottrupelle (tysk Gottrupel), Havrup (Haurup), Hyllerup (Hüllerup), Timmersig (tysk Timmersiek sønderjysk Temmesich) og Hanved. I 2008 kom Jaruplund og Veding til. Kommunen er med et areal på cirka 6500 ha den største kommune i Slesvig-Flensborg kreds. Med til kommunen hører også en række små landsbyer og bebygelser. I den danske tid hørte området under Hanved Sogn (Vis Herred), dog Simondys under Bov Sogn (Vis Herred) og Jaruplund under Oversø Sogn (Ugle Herred).
Hanved er første gang nævnt i Kong Valdemars Jordebog i 1231. Navnet må i henhold til skrivningen i Jordebogen tolkes af fuglenavnet glda. hani (→hane), måske brugt som personnavn. I stillingen foran w er n tidligt palataliseret til en n-lyd. Efterleddet -ved (glda. -with) betyder skov. . Navnet betyder altså Skov, hvor der er haner eller Hannos skov. Hanved var i middelalderen hovedby i Vis Herred. Sammen med Hørup, Timmersig, Ellund og Gottrupelle hørte landsbyen under den danske konge, mens Hyllerup hørte under den slesvigske biskop .
Byens kirke blev bygget i 1100-tallet i valdemarstiden i romansk stil. Kirken var en af de første kirker, der er bygget i det daværende Sønderjylland. Tårnet kom til o. 1500. Ved en brand i 1882 nedbrændte størstedelen af kirken, men den blev efterfølgende genopbygget og genindviet i 1884. Kirkekskibets vestlige hjørne stammer endnu fra den forhenværende kirke.
Som led i den jyske hedekolonisation opstod der i 1761 flere koloniststeder i omegnen. Betegnelser som Christianshede, Hanved Kolonie eller Kolonistkro minder endnu om kolonisterne. Det var især de såkaldte kartoffeltyskere fra Hessen og Pfalz, som bosatte sig her på heden.
Efter den 2. Slesvigske krig 1864 kom Hanved under Tyskland. Ved folkeafstemningen i 1920 stemte 309 indbyggere (81,53 %) tysk og 70 (18,47 %) dansk (i hele sognet stemte 1419 (70,91 %) tysk og 582 (29,09 %) dansk).
Hanved er i dag sæde for amstforvaltningen og har både dansk og tysk skole. Landsbyen er mest kendt i sammenhæng med håndboldgruppen SG Flensburg-Handewitt. Selvom klubben har nu hjemmebane i den nye Flens-Arena i Flensborg, var Hanveds Wikingerhalle fra 1975 skueplads for mange bundesliga-kampe op til 1995. Wikingerhalle har en kapacitet på 2000 sidde- og ståpladser. Den er nu hjemmebane for klubbens andenhold og mange ungdomshold.

## Flag
Kommunens flag er afledt af kommunevåbenet. Den sønderjyske løve symboliserer Slesvig og relationen til Danmark. Den ottekantede egekrans står for kommunenes otte landsbyer. De slesvigske farver gul og blå henviser ligesom løven til Slesvig eller Sønderjylland. Grøn og guld er afledt af Jaruplund-Veddings gamle våben.

## Folkesagn
Der er en række folkesagn knyttet til Hanved og omegn. De omhandler blandt andre nissen, som slæbte ti bygaksene (Nissens byrde), gengangerne ved Barderup Mose eller Hanved-kæmpen, som kastede stenen efter kirken i Medelby. Stenen i Medelby skulle stadig vise sporene af kæmpens fem fingre.

## Billeder
- Scandinavian Park ved E45/A 7
- Hanved Skov

## Kendte fra Hanved
- Frederik Brekling (1629 - 1711), dansk mystiker